# ハファエル・バストス
ハファエル・バストス（Rafael Bastos、1985年1月1日 - ）は、ブラジル・リオデジャネイロ州出身の元サッカー選手。

## 経歴
ハファエル・バストスは1985年にブラジルのリオデジャネイロ州リオデジャネイロにおいて誕生した。

### アングラ・ドス・レイスEC時代
2004年、ハファエルはリオデジャネイロ州2部リーグのアングラ・ドス・レイスECに入団した。

### ECバイーア時代

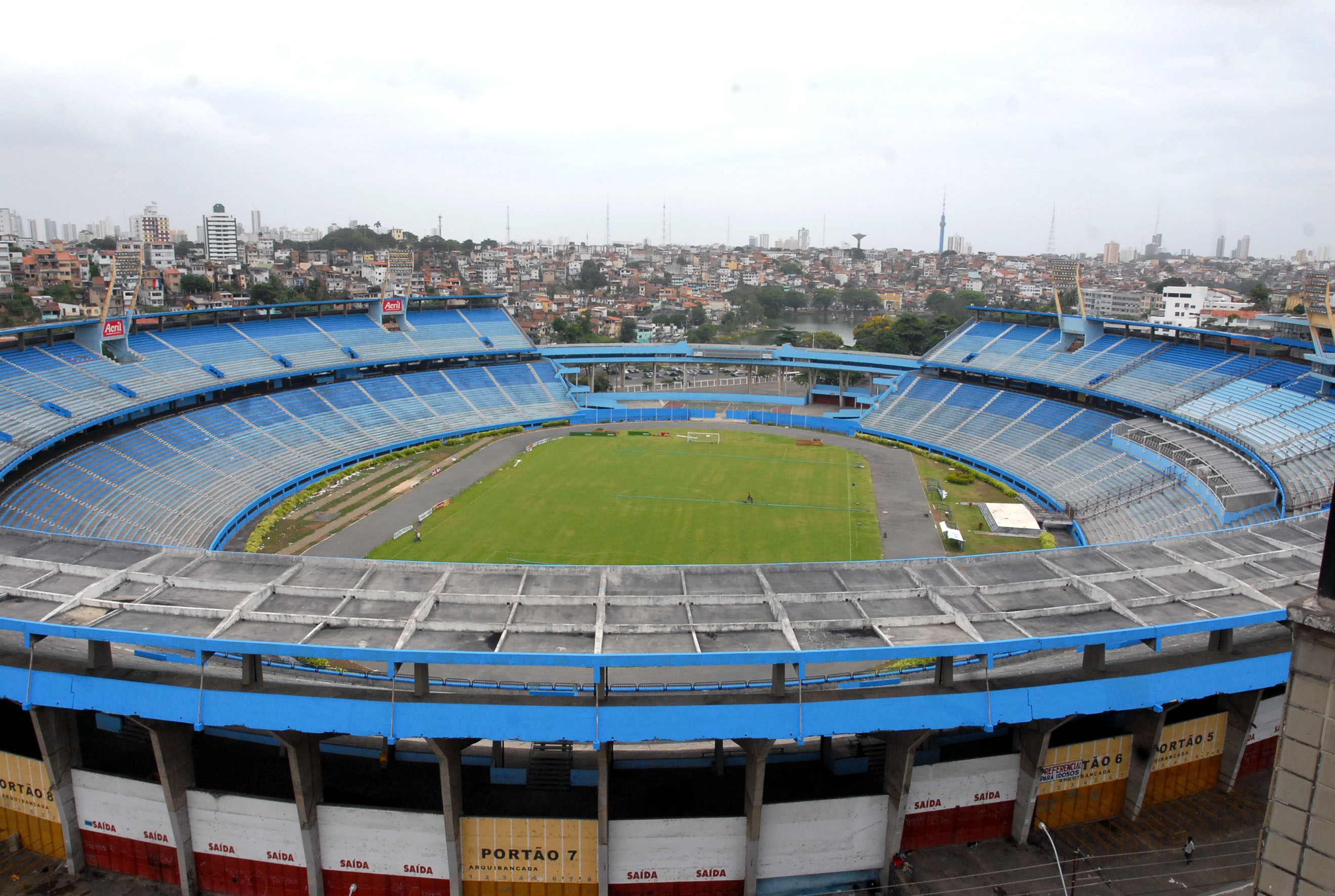
ECバイーアの本拠地フォンテ・ノヴァ

ハファエルは2005年1月1日から2007年7月1日までの2年半、ブラジル3部リーグのECバイーアに所属した。
ハファエルは2005年1月、アングラ・ドス・レイスECからECバイーアに移籍し、同クラブのユースチームに所属した。ECバイーアのユースチームは2005年にベロオリゾンテ・ジュニア杯およびバイーア州ジュニアリーグで準優勝した。ハファエルはサンパウロ州ジュニア杯において、大会宣伝の顔として起用された。ハファエルはサンパウロ州ジュニア杯で、注目を集めた。ハファエルは2006年1月28日にECバイーアのトップチームに昇格した。ハファエルは間もなくチームで主導的な役割を果たす存在となった。
2007年1月29日、ECバイーアはハファエルについて、ブラジル1部リーグの名門クルゼイロECから買取の交渉を受けていたと発表した。交渉の結果、ハファエルの所有権はECバイーアとクルゼイロECの両クラブが半分ずつ分け合うことで合意となった。この交渉では、ハファエルとアンセウモ・ハモンのECバイーア所属2名が共同所有の対象となった。ECバイーアとクルゼイロECは両者の価値について合計60万レアルと評価し、クルゼイロECはその半額30万レアルをECバイーアへと支払った。クルゼイロECとの契約は2007年1月29日に行われた。ハファエルは現所属チームでの活動を希望し、2007年12月までECバイーアに残留してプレーすることとなった。一方、アンセウモ・ハモンはクルゼイロECで活動することとなった。

### CFベレネンセス時代
ハファエルは2007年7月1日から2008年7月1日までの1シーズン、ポルトガル1部リーグのCFベレネンセスに所属した。ハファエルはCFベレネンセスにおいて、リーグ戦12試合、カップ戦1試合に出場した。

#### CFベレネンセスへの移籍

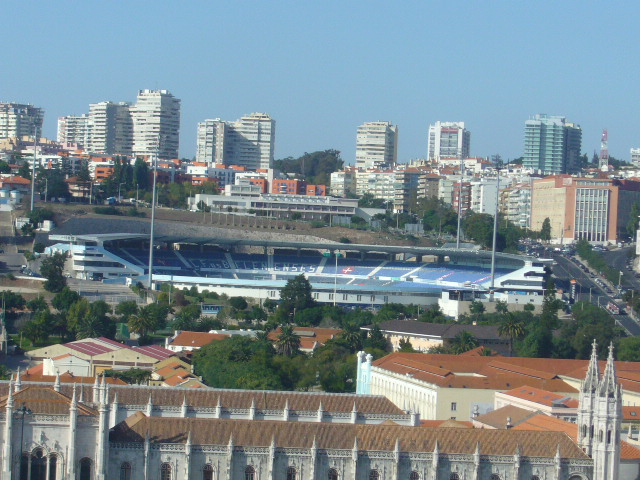
CFベレネンセスの本拠地エスタディオ・ド・レステロ

2007年6月21日、ECバイーアはハファエルのポルトガル移籍を発表した。移籍先はポルトガル1部リーグのCFベレネンセスであった。このときハファエルの所有権はECバイーアとクルゼイロECが共同で保持していたため、ECバイーアはクルゼイロECに対して20万レアルを支払った。
CFベレネンセスもまた6月21日にハファエル獲得を発表した。CFベレネンセスはハファエルについて、バイーア州リーグの2007年シーズンで既に9ゴールを挙げている選手と紹介した。ハファエルは7月1日付で正式にCFベレネンセスへ移籍した。

#### 2007-08シーズン前半のプレー
ハファエルのポルトガルリーグ初出場は、2007年8月20日のリーグ第1節ナヴァル戦であった。ハファエルはMFシラスに替わって後半29分から途中出場し、中盤で相手のスペースを潰す役割を果たした。続いてハファエルは8月25日のリーグ第2節ブラガ戦に後半38分から途中出場、9月2日のリーグ第3節スポルティングCP戦に後半16分から途中出場した。これら2試合は相手側に試合の主導権を握られていたため、ハファエルには試合の流れを変える役割が期待された。しかしながら効果的な働きができないまま、チームは無得点で敗れた。
9月8日、CFベレネンセスはポルトガル2部リーグのエストリルと練習試合を行った。ハファエルはこの試合に先発出場し、前半14分に先制点をアシストした。しかしながらその後、試合は膠着状態となった。ハファエルは試合前半に決定的な得点チャンスと遭遇したが、それを決めることに失敗した。ハファエルはその後2試合、リーグ戦にベンチ入りメンバーからも外された。
9月26日、リーグカップの第3回戦が行われた。CFベレネンセスは1部リーグ所属のため、このラウンドからの参加となった。相手は2部リーグ所属のポルティモネンセであった。格下の相手と言うことで、ハファエルは公式戦2試合ぶりに出場することとなった。ハファエルにはボールキープと強いキック力が期待された。だが試合はCFベレネンセスが決定機を欠いたままスコアレスで進行した。後半15分、監督は細かいパス回しで試合を支配することを考え、ハファエルを途中交替した。試合は両チームが1点ずつを入れた後、PK戦でポルティモネンセが勝利した。この試合以降、ハファエルは再び公式戦から遠ざかった。
ハファエルが再び公式戦に出場したのは、11月2日のリーグ第9節ポルト戦であった。ハファエルは後半32分から途中出場したものの、大きな見せ場を作ることはできなかった。ハファエルはその後、4ヶ月以上にわたってリーグ戦出場から離れた。

#### 2007-08シーズン後半のプレー
2008年3月15日のリーグ第23節アカデミカ戦、ハファエルはリーグ戦13試合ぶりに出場した。後半11分、MFウェルドンに替わって途中出場したハファエルは、中盤で攻守のバランスをとった。ハファエルは積極的に攻撃参加し、強烈なロングシュートも放った。ハファエルは続く3月30日の第24節ポルト戦 と4月7日のリーグ第25節レイションイス戦 にも後半途中から出場した。
4月12日のリーグ第26節アマドーラ戦では、累積警告で出場停止となったシラスに代わって、2007年9月26日のリーグカップ以来半年ぶりに先発出場した。ハファエルは前半12分、DFアマラルから受けたパスからクロスを上げ、DFロランドの先制ゴールをアシストした。ハファエルは後半7分にもすばやい動きからMFジョゼ・ペドロの追加点をアシストした。ハファエルは攻守のバランスよくゲームを支配し、勝利の立役者となった。ハファエルはリーグ戦の残り4試合でも先発出場の座を獲得し、CFベレネンセスはハファエルが先発出場となったリーグ戦最後の5試合を3勝1分1敗で終えた。ハファエルはペナルティエリア内で相手選手の反則を誘い出すプレーをしたり、繰り返し好機を演出する といった活躍を見せた。ハファエルは2007-08シーズンのリーグ戦全30試合のうち、12試合に出場した。うち先発出場は5試合であった。ベンチスタートの試合は19試合で、そのうち途中出場したのは7試合であった。

### CDナシオナル時代
ハファエルは2008年7月1日から2008年12月23日までの約半年間、ポルトガル1部リーグのCDナシオナルに所属した。ハファエルはCDナシオナルにおいて、リーグ戦7試合に出場した。

#### CDナシオナルへの移籍

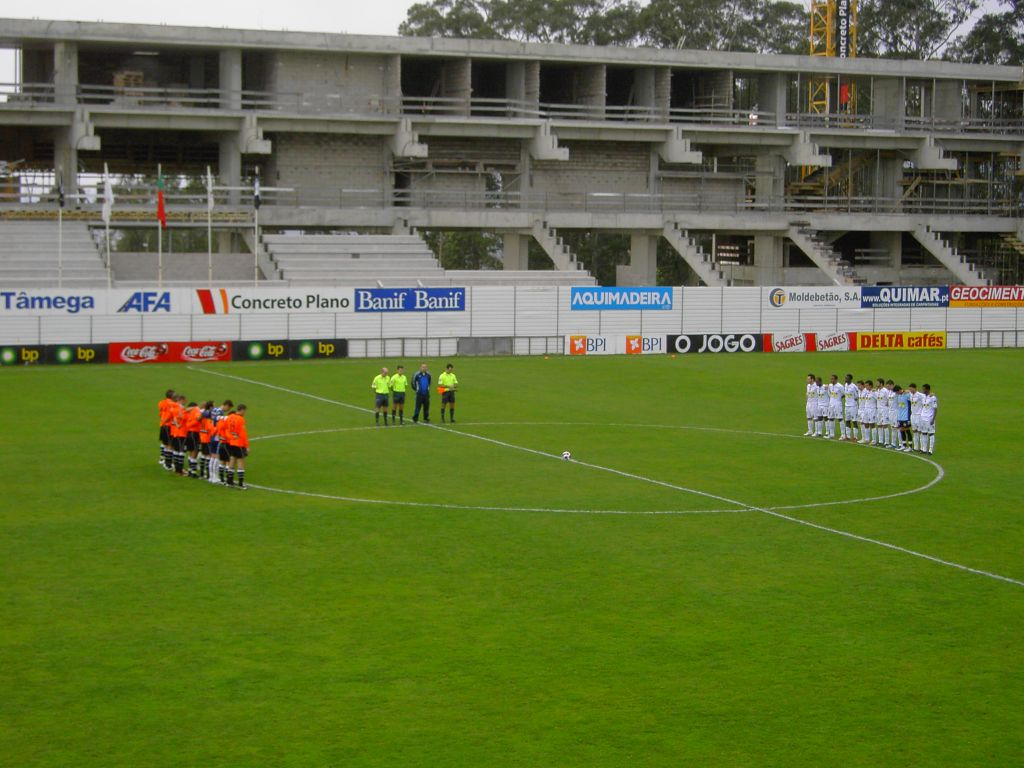
CDナシオナルの本拠地エスタディオ・ダ・マデイラ

CDナシオナルは2008-09シーズン開幕に向けての最後の選手補強として、ハファエルを獲得した。この移籍に際して、ポルトガルの大手オンラインスポーツ紙はハファエルについて「ユース時代にブラジルのECバイーアで大活躍した選手で、素晴らしいテクニックを持っている」と言及した。ハファエルはCDナシオナルと2012-13シーズン末までの5シーズン契約を結び、2008年7月5日にチームに合流した

#### CDナシオナルでのプレー
CDナシオナルでの初戦は、8月24日のリーグ第1節レイションイス戦であった。ハファエルはこの試合に先発出場し、後半9分に途中交替した。8月31日のリーグ第2節ナヴァル戦でも先発出場し、前半15分にゴールポストを叩くシュートを放った。9月22日のリーグ第3節ギマランイス戦では、後半19分にギマランイスの選手から乱暴な行為を受けた。これによりギマランイスの選手に対してレッドカードが提示され、CDナシオナルの開幕3連勝を引き出した。
9月28日のリーグ第4節アマドーラ、ハファエルはこれまでと同様に先発出場したが、CDナシオナルが前半に1点のリードを許したため、布陣変更によりハーフタイムに途中交替となった。ハファエルは続く10月5日のリーグ第5節アカデミカ戦、10月26日のリーグ第6節セトゥーバル戦 でも途中交替となった。10月29日のリーグカップ第2ラウンド第3節ではウニオン・レイリアへの遠征メンバーから外れ、本拠地フンシャルに残った。11月3日のリーグ第7節マリティモ戦ではベンチ入りとなり、出場機会を得られなかった。
11月16日のリーグ第8節リオ・アヴェ戦、ハファエルは1試合ぶりのリーグ戦出場となった。監督は3-4-3の布陣を敷き、ハファエルをトップに据えた。しかしながらハファエルが全く機能せず、前半32分に途中交替となった。

#### CDナシオナル退団
11月22日、ポルトガルの大手オンラインスポーツ紙は、ハファエルのCDナシオナル退団の可能性について言及した。同紙は、CDナシオナルの社長ルイ・アルヴェスがハファエルの移籍リスト登録を承認したと報じた。12月4日にはハファエル退団が決定という報道が流れ、移籍先の候補としてオーストラリアと日本の国名が挙げられた。

### ECヴィトーリア時代
ハファエルは2008年12月23日から2009年5月28日まで、ブラジル1部リーグのECヴィトーリアに所属した。ハファエルはECヴィトーリアにおいて、バイーア州リーグ12試合に出場し、2ゴールを挙げた。

#### ECヴィトーリアへの移籍

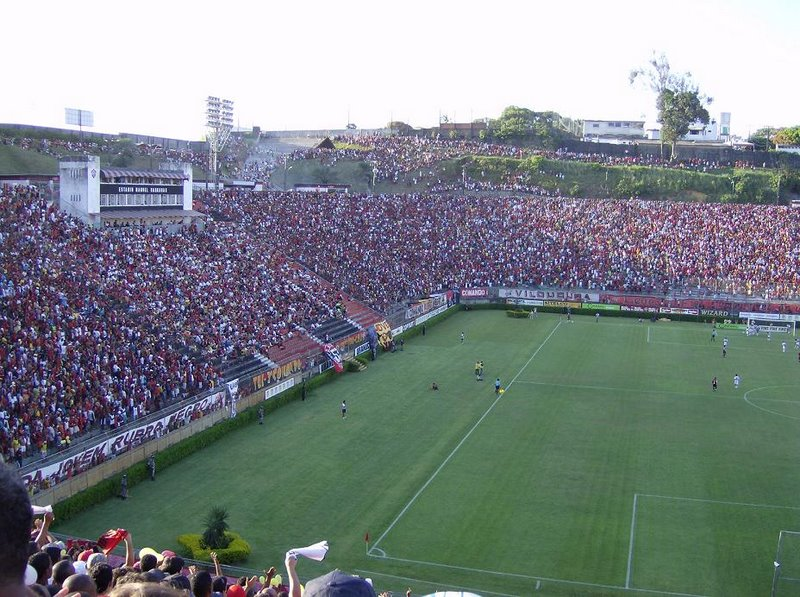
ECヴィトーリアの本拠地エスタディオ・マノエル・バラダス

2008年12月17日、ブラジルの大手ニュースサイトは、ECヴィトーリアがハファエルを獲得したと報道した。ECヴィトーリアは2009年シーズンに向けた選手補強として、ハファエルと2009年末までの1年契約を締結した。

#### ECヴィトーリアでのプレー
ハファエルのECヴィトーリア初出場は、2009年1月25日のバイーア州リーグ第3節コンクイスタ戦であった。ハファエルはこの試合に後半32分から途中出場した。
ハファエルはその後も途中交代要員に留まり、1月29日のバイーア州リーグ第4節ポソエス戦には後半18分から途中出場、2月5日のバイーア州リーグ第6節フルミネンセ・フェイラ戦には後半27分から途中出場、2月15日のバイーア州リーグ第9節マドレ・デ・デウス戦には後半3分から途中出場、2月19日のバイーア州リーグ第10節カマサリ戦には後半21分から途中出場、2月27日のバイーア州リーグ第11節イタブナ戦には後半15分から途中出場した。2月19日のバイーア州リーグ第10節カマサリ戦では、途中出場した直後の後半24分に初ゴールを挙げた。
ECヴィトーリアにおける初の先発出場は、3月1日のバイーア州リーグ第12節イタブナ戦であった。ハファエルはこの試合において、後半16分に得点を挙げた。ハファエルはその後も第15節まで4試合連続でリーグ戦に先発出場した。3月8日のバイーア州リーグ第13節カマサリ戦では1対0のリードを守るため、守備固めとして後半9分に途中交替した。3月12日のバイーア州リーグ第14節マドレ・デ・デウス戦はフル出場。3月15日のバイーア州リーグ第15節イピタンガ戦では後半4分にイエローカードを受け、後半16分に途中交替となった。
3月22日のバイーア州リーグ第16節バイーア戦ではベンチスタートとなり、後半1分に途中出場した。この試合は前半だけで両チーム合わせてイエローカード7枚、ECバイーアに退場者1名が出る荒れた試合展開となった。ハファエルは試合を引き締めるための要員として投入された。しかしながら交替は機能せず、試合はスコアレスドローに終わった。試合後、ECヴィトーリアの監督は「交替後のほうが怠慢なプレーが目立った」「創造性がまったく見られない」と苦言を呈した。この試合以降、ハファエルは公式戦から遠ざかった。4月12日のバイーア州リーグ第22節アラゴアス戦では後半1分から途中出場したが、これがハファエルにとってのECヴィトーリア最後の公式戦となった。ハファエルは2009年のバイーア州リーグ終了後、ECヴィトーリアを退団した。

### 無所属時代
ハファエルは2009年5月28日付でECヴィトーリアを退団以降、2009年7月15日まで無所属となった。

#### FC東京へのテスト参加

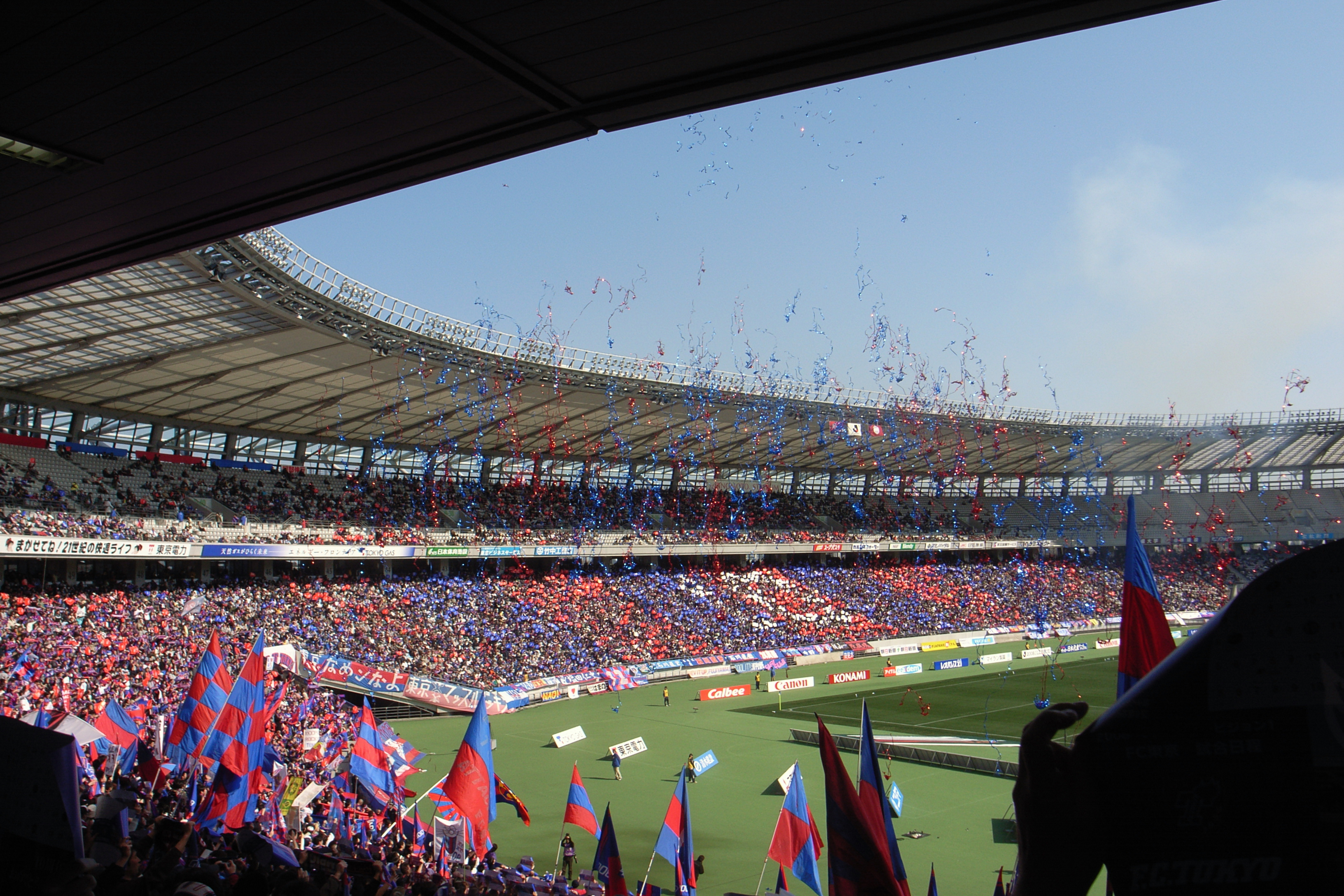
FC東京の本拠地東京スタジアム

2009年6月2日、日本のスポーツ紙はハファエルが日本プロサッカーリーグ1部所属のFC東京に、テスト選手として練習に参加したと報じた。
ハファエルは6月1日からFC東京の練習に参加し、いくつかの練習試合に出場した。当初はテスト期間を2週間としていたが、左太腿の負傷により練習参加期間が約1週間延長となった。だが最終テストとなった6月17日の練習試合ではボールがなかなか集まらず、FC東京の強化担当はハファエルの処遇を保留とした。

#### ウニオン・レイリアとの交渉

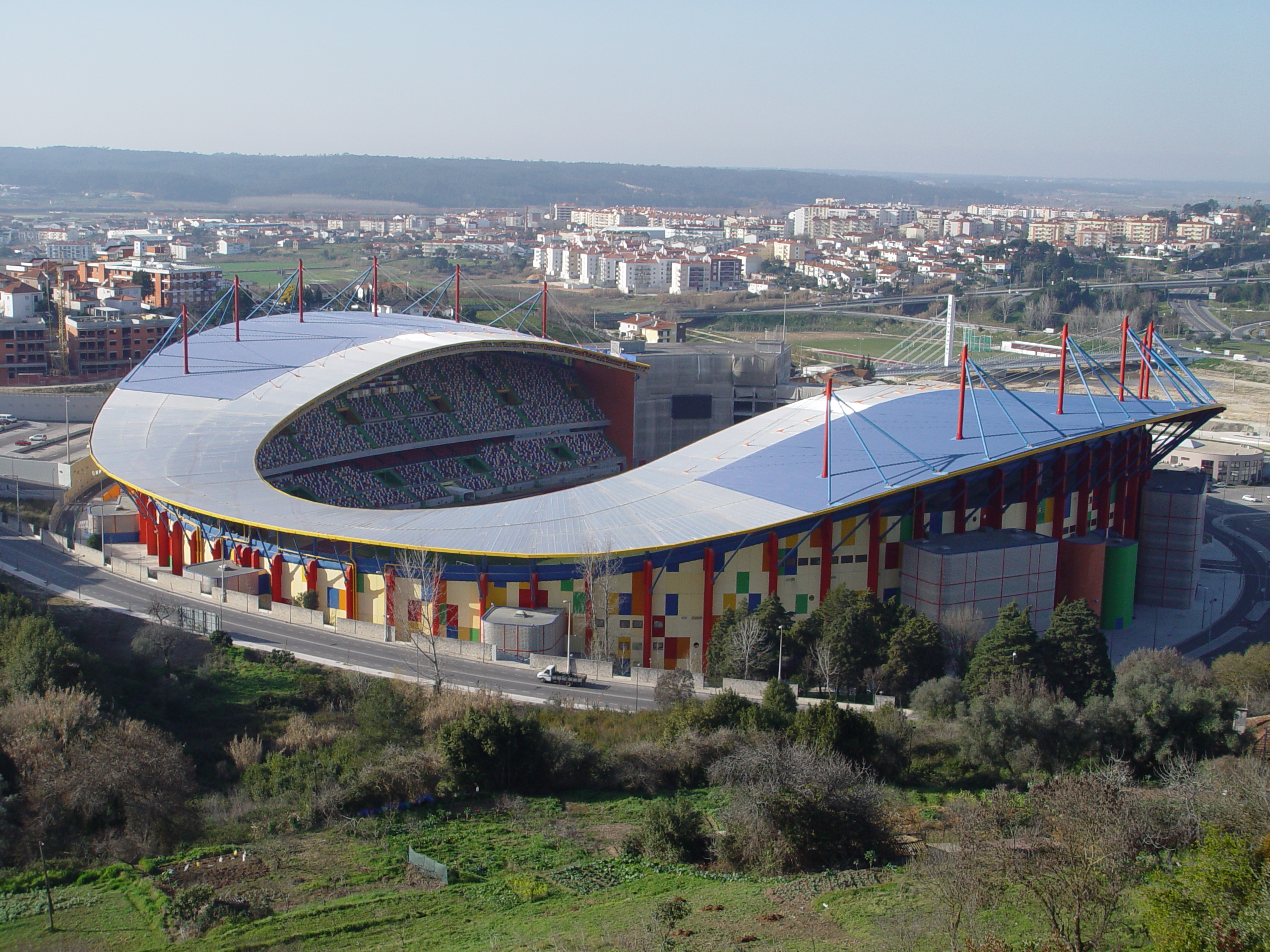
ウニオン・レイリアの本拠地エスタディオ Dr. マガリャンイス・ペッソア

2009年7月12日、ポルトガルのサッカー関連メディアは、ハファエルのポルトガルリーグ復帰の動きを報じた。ハファエル獲得の意向を示したのは、2009-10シーズンからの1部リーグ復帰が決まったウニオン・レイリアであった。レイリア監督のマヌエル・フェルナンデスはハファエルについて「我々が求めているタイプの選手だ」と言及し、中盤の強化のため「来季の計算に入れたい」と評価した。ただしその一方で、「もし獲得が不可能でも、代わりの選手は想定してある」とも述べた。
7月13日になると、レイリアはハファエルとの間で2011-12シーズン末までの3シーズン契約で話を進めているとの報道が流れた。ブラジルにいたハファエルは、契約に向けてユニオン・レイリアのキャンプ地セロリコ・ダ・ベイラへと移動した。当初は7月13日中に到着する予定であったが、移動中の遅延のために実際の到着は7月14日となった。そして7月14日、ハファエルはクラブの健康診断を経て、2011-12シーズン末までの3シーズン契約で合意に至ることが確定的になったと各メディアが報じた。レイリアはハファエルを来季以降の主力選手として計画を組み、背番号10を用意した。
しかしながら7月15日になると、レイリアとハファエルとの間の交渉が決裂したとの報道が流れた。契約の直前になって、日本のクラブがハファエルに対してより魅力的なオファーを提示したためであった。ハファエルはクラブ社長ジョアン・バルトロメウに対して金銭面の増額を要求したが合意には至らず、最終的にハファエルは日本からのオファーを受理した。

### コンサドーレ札幌時代
ハファエルは2009年7月15日から2010年1月1日まで、日本プロサッカーリーグ2部のコンサドーレ札幌に所属した。ハファエルはコンサドーレ札幌において、リーグ戦12試合、天皇杯2試合に出場し、リーグ戦で3ゴールを挙げた。

#### コンサドーレ札幌への移籍

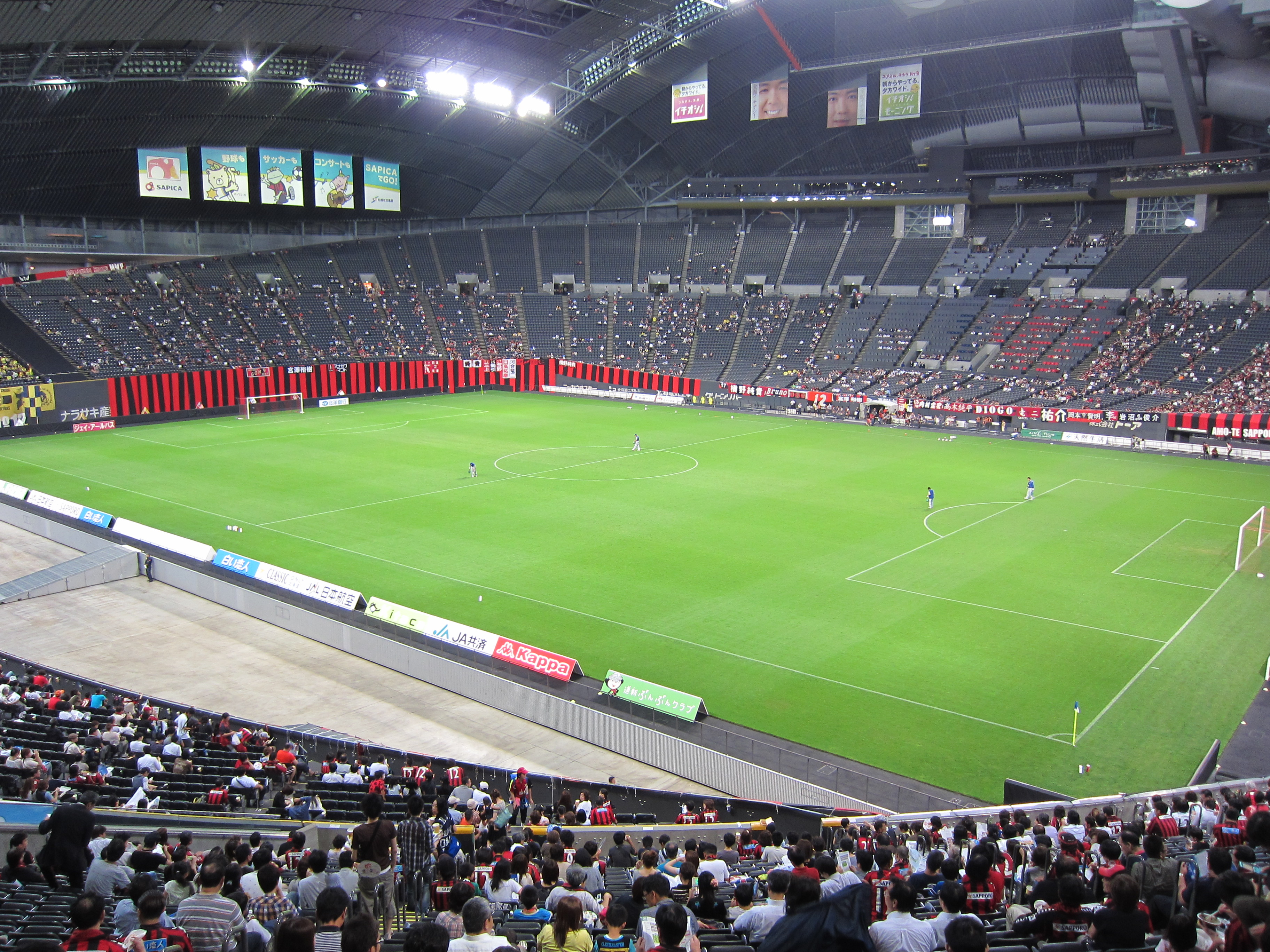
コンサドーレ札幌の本拠地札幌ドーム

2009年7月15日、コンサドーレ札幌はハファエルの獲得を発表した。契約期間は2009年7月15日から2010年1月1日までの約半年間であり、攻撃の要として期待される選手と報道された。
コンサドーレ札幌では7月14日に主力であったクライトン選手の退団が急遽決定したため、クライトンの穴を埋めるための戦力補強が課題となっていた。また同日にコンサドーレ札幌の強化部長である三上大勝は「トップ下かフォワードの選手を補強できれば」と、指令塔クライトンの代わりとなる補強を示唆した。その中でコンサドーレ札幌の強化部は、2006年にブラジルでフォワードのダヴィ選手らを視察したときにリストアップしていたハファエルに注目した。そしてクライトンの退団により補強費に余裕ができていたことから、コンサドーレ札幌はハファエルの獲得を即座に決断した。コンサドーレ札幌からのオファーは7月14日中にハファエルへと通知され、ハファエルはそのオファーを同日中に合意した。ハファエルは7月23日の22時過ぎに新千歳空港に到着し、同日中に札幌に移動した。そして翌7月24日からチームに合流した。

#### コンサドーレ札幌でのプレー
ハファエルのコンサドーレ札幌でのリーグ戦初出場は、2009年8月2日のJ2第31節セレッソ大阪戦であった。ハファエルはこの試合に後半25分から途中出場した。ハファエルは2点ビハインドの場面から、中盤を厚くして得点を奪うために試合に投入された。しかしながらハファエルは孤立することが多く、地元メディアは「チームへの適合には時間がかかりそう」と評価した。試合後、コンサドーレ札幌の監督石崎信弘はハファエルについて、「あの程度のプレーが全力なら、ブラジルに帰ってもらってもいい」と発言した。続く8月5日のアビスパ福岡戦では後半ロスタイムから時間稼ぎ要員として途中出場、その後の2戦はベンチスタートとなり試合出場の機会を与えられなかった。コンサドーレ札幌の監督はハファエルが前線からの守備を放棄することを問題視し、チームに貢献できるプレーができるまでは先発起用しないと言及した。
ハファエルのコンサドーレ札幌でのリーグ戦初ゴールは、2009年8月16日のJ2第35節サガン鳥栖戦であった。後半開始から途中出場したハファエルは後半14分、ペナルティーエリアの手前やや右寄りの位置からミドルシュートを決めた。右サイドからパスを受けたFWキリノはそのボールをダイレクトでハファエルへとつなぎ、ハファエルはそのままDF1人を振り切って右足でシュートを放った。ボールは鋭い弾道でゴールキーパーの右側をすり抜け、ゴール左隅に入った。試合後、コンサドーレ札幌の監督はハファエルについて「ハードワークがまだまだ足りない」と苦言を呈したが、「運動量が出てくれば、技術的には良いものがある」とも評価した。だがその後もハファエルはベンチスタートからの途中出場に留まった。コンサドーレ札幌の監督は「結果を出していない」とハファエルについて述べ、ハファエルは「攻守において一生懸命やるだけ」とコメントした。
9月2日のJ2第38節愛媛FC戦、ハファエルは後半12分から途中出場し、後半25分にゴールを決めた。ハファエルは「チームに溶け込んできているよ」と述べ、コンサドーレ札幌の監督は守備面での不安要素を挙げつつも「うまくはまれば、いい崩しにつながる」と次節での先発出場を示唆した。ハファエルは続くJ2第39節ヴァンフォーレ甲府戦で先発出場の座を勝ち取った。だがチーム全体として相手のプレスに苦しんでなかなか攻撃の形を作れず、ハファエルは後半20分に途中交代となった。ハファエルはその後、J2第40節から第47節までベンチスタートとなった。そのうち途中出場となったのは6試合であった。サッカー解説者の平川弘はハファエルについて「いまひとつチームにフィットしない」と評価した。
2009年11月8日のJ2第48節カターレ富山戦、ハファエルはトップ下のポジションでリーグ戦9試合ぶりに先発出場した。コンサドーレ札幌の監督はハファエルを「ボールが収められる」 としてトップ下で起用した。ハファエルは効果的なチャンスを演出するなど、「ここにきてよりチームにフィットしてきた」との評価を獲得した。この試合以降、ハファエルはJ2最終節までスターティングメンバーの座を確保した。ハファエルはJ2第50節横浜FC戦で、リーグ戦通算3ゴール目を挙げた。ハファエルはこの試合の前半23分、MFダニルソンが中央でインターセプトしたボールをFWキリノから受け取り、そのままワンタッチで前方へコントロールして右足でミドルシュートを放った。シュートは低い弾道でゴールキーパーの横を抜け、ゴールマウスの右隅に入った。

#### 2009シーズン終了後
コンサドーレ札幌とハファエルとの契約は2010年1月1日までであった。ハファエルはJリーグの2009年シーズン終了後、休暇のためブラジルのサルヴァドールへ移動した。ハファエルに対しては、ブラジルの複数のクラブから契約のオファーがあった。ブラジルへの帰国前にはブラジル1部リーグのアメリカFCからも接触があったが、帰国後にハファエルは「現在は交渉がない」と述べた。
2010年1月1日、ポルトガルのスポーツ紙O Jogoは、ハファエルがポルトガル1部リーグのSCブラガと契約する可能性が高いということを、ブラガ広報担当者による非公式コメントとして報道した。サッカーデータサイトZerozeroもまた同日に、ハファエルがコンサドーレ札幌からポルトガル1部リーグのブラガへ移籍するという情報を掲載した。ブラガはハファエルとの間でおおむね合意に至り、ハファエルは健康診断と契約手続きのため近日中にブラガへ移動する見込みであるとも報道された。

### コンサドーレ札幌退団後
2010年1月5日にSCブラガと1年半の契約を結んだ。しかしコーチと衝突し半年後の2010年7月に放出され、ルーマニア1部・リーガ1のCFRクルジュへ移籍した。
サウジのアル・ナスルなどを経て、2014年7月、アル・クウェートSCへ移籍。
2015年2月、ブラジルに戻ることになり、フィゲイレンセFCへ移籍した。
2015年12月14日、ミナスジェライス州のアメリカFCへ移籍。
2016年6月2日、アソシアソン・シャペコエンセ・ジ・フチボウへ移籍。
同年シーズン途中にアラビアン・ガルフ・リーグのハッタ・クラブに移籍。この移籍のおかげで、後にシャペコエンセを襲うラミア航空2933便墜落事故の悲劇を免れることができた。
2017年5月19日、タイ・リーグのブリーラム・ユナイテッドFCに移籍。
その後ブラジルに戻り、CRB、クルーベ・ド・レモでプレーした。
2018年8月20日、インドのムンバイ・シティFCに1年契約で移籍した。

## 評価・プレースタイル
2009年に移籍したコンサドーレ札幌はハファエルについて、豊富な運動量とスピードを武器とする選手であると紹介した。また移籍に際して、コンサドーレ札幌の強化部長である三上大勝はハファエルの特徴を「2トップの1人にも入れる」「トップ下もできる」「左右両足からのシュートもいいものがある」と説明した。コンサドーレ札幌の地元紙である北海道新聞はハファエルについて、攻撃的なポジションならどこでもこなすことができ、大型の体を生かした突破力とスピードが魅力 の選手と報道した。ハファエル自身はコンサドーレ札幌への移籍に際して、自分自身のプレースタイルを「カカに似ているとよく言われた」と自己紹介した。
Jリーグ初ゴール後のパフォーマンスではアントニオ猪木のモノマネを披露。そのパフォーマンスとなった経緯は北海道のローカルテレビ番組「朝6生ワイド」で紹介された。

## 個人成績
| 国内大会個人成績 | 国内大会個人成績 | 国内大会個人成績 | 国内大会個人成績 | 国内大会個人成績 | 国内大会個人成績 | 国内大会個人成績 | 国内大会個人成績 | 国内大会個人成績 | 国内大会個人成績 | 国内大会個人成績 | 国内大会個人成績 |
| 年度             | クラブ           | 背番号           | リーグ           | リーグ戦         | リーグ戦         | リーグ杯         | リーグ杯         | オープン杯       | オープン杯       | 期間通算         | 期間通算         |
| 年度             | クラブ           | 背番号           | リーグ           | 出場             | 得点             | 出場             | 得点             | 出場             | 得点             | 出場             | 得点             |
| ブラジル         | ブラジル         | ブラジル         | ブラジル         | リーグ戦         | リーグ戦         | ブラジル杯       | ブラジル杯       | オープン杯       | オープン杯       | 期間通算         | 期間通算         |
| ---------------- | ---------------- | ---------------- | ---------------- | ---------------- | ---------------- | ---------------- | ---------------- | ---------------- | ---------------- | ---------------- | ---------------- |
| 2004             | ドス・レイス     |                  |                  |                  |                  |                  |                  |                  |                  |                  |                  |
| 2005             | バイーア         |                  |                  |                  |                  |                  |                  |                  |                  |                  |                  |
| 2006             | バイーア         |                  |                  |                  |                  |                  |                  |                  |                  |                  |                  |
| 2007             | バイーア         |                  |                  |                  |                  |                  |                  |                  |                  |                  |                  |
| ポルトガル       | ポルトガル       | ポルトガル       | ポルトガル       | リーグ戦         | リーグ戦         | リーグ杯         | リーグ杯         | ポルトガル杯     | ポルトガル杯     | 期間通算         | 期間通算         |
| 2007-08          | ベレネンセス     | 22               | スーペル         | 12               | 0                | 1                | 0                | 0                | 0                | 13               | 0                |
| 2008-09          | ナシオナル       | 10               | スーペル         | 7                | 0                | 0                | 0                | 0                | 0                | 7                | 0                |
| ブラジル         | ブラジル         | ブラジル         | ブラジル         | リーグ戦         | リーグ戦         | ブラジル杯       | ブラジル杯       | オープン杯       | オープン杯       | 期間通算         | 期間通算         |
| 2009             | ヴィトーリア     |                  |                  | 12               | 2                |                  |                  |                  |                  |                  |                  |
| 日本             | 日本             | 日本             | 日本             | リーグ戦         | リーグ戦         | リーグ杯         | リーグ杯         | 天皇杯           | 天皇杯           | 期間通算         | 期間通算         |
| 2009             | 札幌             | 10               | J2               | 17               | 3                | -                | -                | 2                | 0                | 19               | 3                |
| ポルトガル       | ポルトガル       | ポルトガル       | ポルトガル       | リーグ戦         | リーグ戦         | リーグ杯         | リーグ杯         | ポルトガル杯     | ポルトガル杯     | 期間通算         | 期間通算         |
| 2009-10          | ブラガ           | 22               | スーペル         | 8                | 1                | -                | -                |                  |                  |                  |                  |
| ルーマニア       | ルーマニア       | ルーマニア       | ルーマニア       | リーグ戦         | リーグ戦         | リーグ杯         | リーグ杯         | ルーマニア杯     | ルーマニア杯     | 期間通算         | 期間通算         |
| 2010-11          | クルジュ         | 16               | リーガ1          |                  |                  | -                | -                |                  |                  |                  |                  |
| 通算             | ブラジル         | ブラジル         |                  |                  |                  |                  |                  |                  |                  |                  |                  |
| 通算             | ポルトガル       | ポルトガル       | スーペル         | 27               | 1                | 1                | 0                | 0                | 0                | 20               | 0                |
| 通算             | 日本             | 日本             | J2               | 17               | 3                | -                | -                | 2                | 0                | 19               | 3                |
| 通算             | ルーマニア       | ルーマニア       | リーガ1          |                  |                  |                  |                  |                  |                  |                  |                  |
| 総通算           |                  |                  |                  |                  |                  |                  |                  |                  |                  |                  |                  |

- ポルトガルリーグ初出場 - 2007年8月20日 スーペル・リーガ 第1節 vsナヴァル (エスタディオ・ムニシパル・ジョゼ・ベント・ペッソア)
- Jリーグ初出場 - 2009年8月2日 J2 第31節 vsセレッソ大阪 (長居陸上競技場)
- Jリーグ初得点 - 2009年8月22日 J2 第35節 vsサガン鳥栖 (札幌ドーム)

## タイトル
CFRクルジュ
- リーガ1：1回（2011-12）

フィゲイレンセ
- カンピオナート・カタリネンセ：1回（2015）

アメリカ-MG
- カンピオナート・ミネイロ：1回（2016）

シャペコエンセ
- コパ・スダメリカーナ：1回（2016）